# Дивљи анђели (музичка група)
Дивљи анђели су бивша југословенска и српска поп-рок група из Београда, широј јавности најпознатија по песми Воли те твоја звер.

## Историјат
Група је основана 1982. године од стране гитаристе Драгана Ђорђевића, вокалисте Небојше Савића Боце, бас гитаристе Дејана Лалевића и бубњара Мирослава Лекића Шикија. Са групом је тада на пробама свирао и Рамбо Амадеус. Група је била под јаким утицајем покрета нови романтизам.
Објавили су албум „Дивљи анђели“, без претходних наступа уживо, 14. маја 1982. године, на којем се нашао хит „Воли те твоја звер“. Музику и аранжмане на албуму урадио је Небојша Савић, осим за песму Амазонка (Т. Н), за коју је аранжман урадио Саша Хабић.
Поред чланова бенда, на албуму су се појавили и Марина Швабић као пратећи вокал и Саша Хабић на клавијатурама, који је и продуцирао албум. Текстове за песме на албуму написали су Марина Туцаковић и Небојша Савић, који је такође компоновао сву музику за албум. У стварању албума су учествовали и Боривоје Павићевић (удараљке) и Драган Бачић-Томашевић (гитара на песми Трипут одједанпут).
Почетком 1984. године групу су напустили Драган Ђорђевић и Дејан Лалевић, а групи приступили Радомир Марић (бас) и Бранко Јеричек (клавијатуре). Група је објавила макси сингл Тотални контакт, 12. јуна 1984. године, на којој је гостовала Зана Нимани. Продукцију, музику и аранжмане је радио Небојша Савић, као и текстове, заједно са Марином Туцаковић. На албуму су учествовали и Александар Радуловић Фута (гитара), Зоран Стојић (гитара) и многи други. На синглу се налазе песме Отровна љубав и Тотални контакт у две верзија, оригинал и диско микс. Након објављивања сингла, бенд је престао са радом.

## Након расформирања бенда
Почетком деведесетих година, Радомир Марић придружио се бенду Дивљи кестен, са којим је снимио пет студијских албума. Крајем двехиљадитих био је бас гитариста у бенду Краљевски апартман и учествовао у снимању албума Игре без правила.
Године 2011. по гласовима слушалаца Радија 202, песма Воли те твоја звер нашла се међу 60 најбољих песама које је издао ПГП РТБ/ПГП РТС током шездесет година постојања дискографске куће.

## Дискографија

### Студијски албуми
- Дивљи анђели (1982)

### Синглови
- Тотални контакт (1984)

### Гостовање на албумима и компилацијама
- Various - Ruleta 5 (Jugoslávské Rockové Skupiny), са песмом Пеперминт звезде (1984)
- Various - Хитови осамдесетих 4, са песмом Воли те твоја звер (1994)
- Various - Поп нон стоп, са песмом Воли те твоја звер (1997)
- Various - Југо хитови вол. 2, са песмом Воли те твоја звер (2000)
- Various - Automania 2 - Pop Hidraulic, са песмом Воли те твоја звер (2000)
- Various - Поп вол. 1, са песмом Воли те твоја звер (2004)
- Various - Урбане баладе 3, са песмом Воли те твоја звер